# Carl Gustaf Ströhm
Carl Gustaf Ströhm (* 8. März 1930 in Tallinn; † 14. Mai 2004 in Wien) war ein deutscher Journalist. 
Der Sohn eines Deutsch-Balten und einer Russin studierte Geschichte und Slawistik und promovierte in Tübingen. Seine Reportertätigkeit begann mit dem Aufstand in Ungarn 1956. Von 1966 bis 1972 bei der Rundfunkanstalt Deutsche Welle, von 1972 bis 1999 bei der Tageszeitung Die Welt und bis an sein Lebensende bei der Berliner Wochenzeitung Junge Freiheit arbeitete Ströhm als Korrespondent für Osteuropa. Ströhm galt seit den 1970er Jahren als kenntnisreicher Kritiker und Analytiker der politischen Verhältnisse hinter dem Eisernen Vorhang. Er verzichtete während seiner journalistischen Tätigkeit auf Gesprächstermine mit den kommunistischen Machthabern. Sein Interesse an einfachen Menschen und oppositionellen Intellektuellen im Ostblock und seine Kontakte zu ihnen führten dazu, dass er frühzeitig vom Zusammenbruch der sozialistischen Staaten, insbesondere Jugoslawiens, überzeugt war.
Er zeichnete verantwortlich für die Kolumne Blick nach Osten in der Jungen Freiheit unter dem Blickwinkel der Auswirkungen der EU-Osterweiterung für die Völker in Osteuropa. Jenseits der Verlautbarungen der jeweiligen Staatsregierungen blickte er auf die Verhältnisse in den osteuropäischen Staaten und hinterfragte kritisch, was die EU-Osterweiterung jenseits der offiziellen Meinung für die Völker in Osteuropa bedeute.
Er war Kuratoriumsmitglied im Studienzentrum Weikersheim, Mitarbeiter in Kurt Ziesels Deutschland Magazin und Criticón und referierte bei der in Hamburg ansässigen Staats- und Wirtschaftspolitischen Gesellschaft.

## Schriften (Auswahl)
- Zwischen Mao und Chruschtschow. Wandlungen des Kommunismus in Südosteuropa. Stuttgart 1964, OCLC 310452935.
- Ohne Tito: Kann Jugoslawien überleben? 1976, ISBN 978-3-222-10840-2.[1]
- Tito. Bergisch Gladbach 1980, ISBN 3-404-60028-2.
- mit Stephan Baier: Kirche im Kampf. Christlicher Aufbruch in Russland und der Ukraine. München 1989, ISBN 3-8004-1194-6.
- Ronald Schill. Alles über ihn und seine Partei. Hamburg 2002, OCLC 76390853.

## Einzelnachweis
1. ↑  https://d-nb.info/770086659

| Personendaten    | Personendaten                      |
| ---------------- | ---------------------------------- |
| NAME             | Ströhm, Carl Gustaf                |
| KURZBESCHREIBUNG | konservativer deutscher Journalist |
| GEBURTSDATUM     | 8. März 1930                       |
| GEBURTSORT       | Tallinn                            |
| STERBEDATUM      | 14. Mai 2004                       |
| STERBEORT        | Wien                               |